# Derechos de las mujeres en España
La situación de las mujeres en el siglo XXI es de igualdad ante la ley. Persiste sin embargo la discriminación de la mujer en la sucesión de la corona en el artículo 57.1, Título II de la Constitución Española de 1978. Los avances de la igualdad de género como principio fundamental son resultado de la lucha de las organizaciones feministas y del movimiento de mujeres que se enfrentó a la España franquista (1939-1975), periodo en el que se restringieron severamente los derechos de las mujeres. Tras un proceso gradual de recuperación de derechos durante la transición española en la última década del siglo XX y el siglo XXI se aprobaron leyes pioneras en el ámbito internacional como la Ley Integral contra la violencia de género  (2004) y la Ley para la igualdad efectiva de mujeres y hombres (2007). En la actualidad, persiste división respecto a la aprobación de dichas leyes, observable el ámbito político.

## Antecedentes históricos

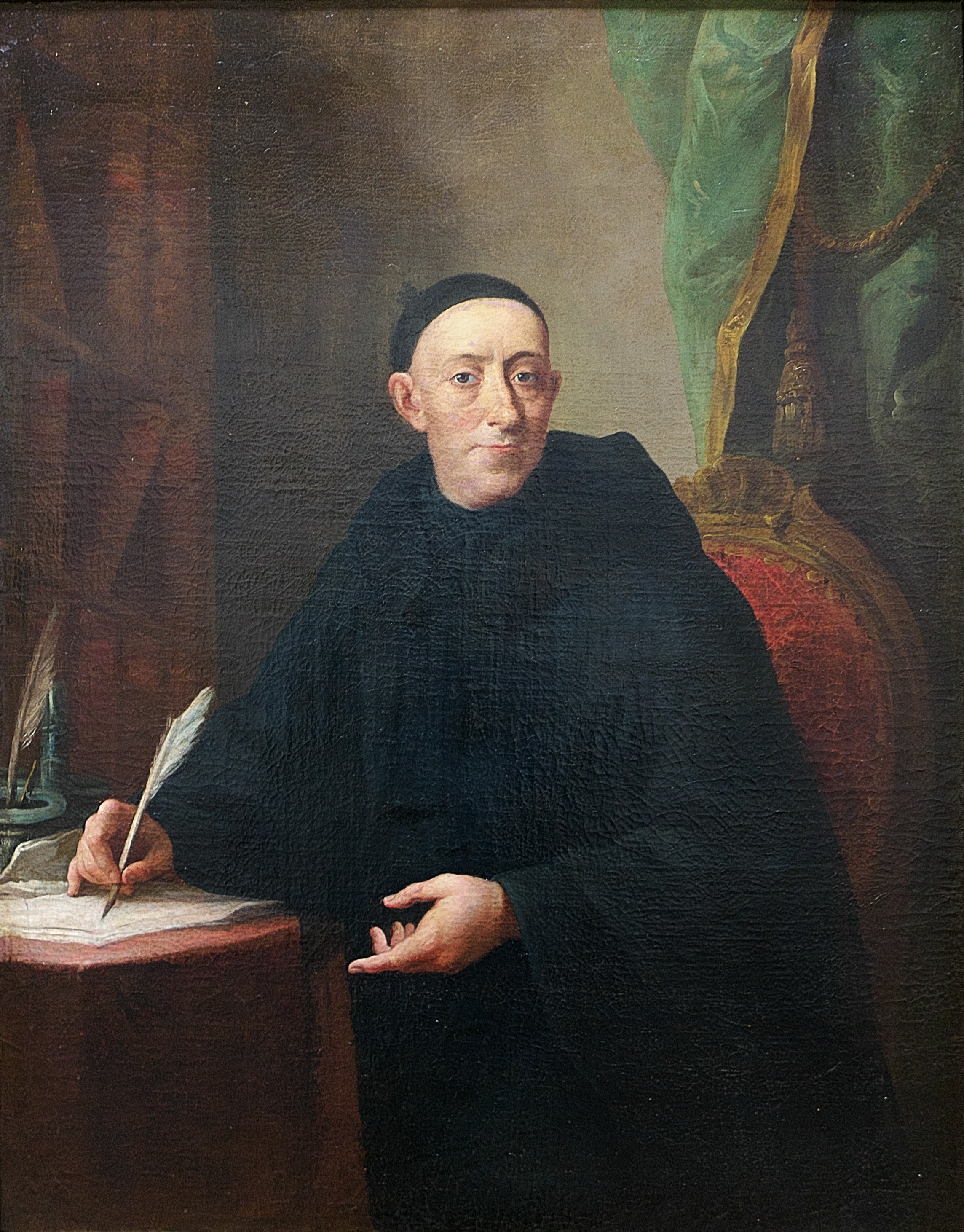
Retrato del clérigo Benito Jerónimo Feijoo, por Mariano Salvador Maella. Feijoo, autor de la obra Defensa de mujeres (1726), es considerado un pionero en el reconocimiento de los derechos de las mujeres en España.

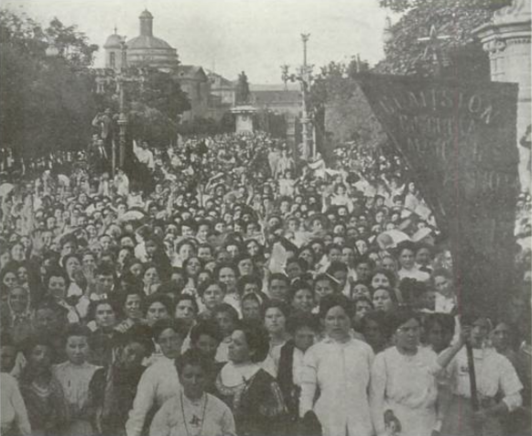
Manifestación convocada por Ángeles López de Ayala, principal precursora de la Sociedad progresiva femenina, en 1910.

En el siglo XVIII, durante la Ilustración, la pedagoga y escritora española Josefa Amar y Borbón o el discurso de Benito Feijoo "Defensa de las mujeres" considerado el primer tratado feminista español mostraban su preocupación por el analfabetismo de las mujeres y defendieron a contracorriente la aptitud y el talento de las mujeres denunciando la existencia de un sistema que impedía su formación intelectual.
Ya en el siglo XIX diferentes autoras coinciden en señalar que el movimiento sufragista en España no tuvo el impulso que tuvieron en Estados Unidos o en Gran Bretaña en pro del voto femenino y tampoco hay coincidencia en los mismos tiempos. Sitúan el inicio del feminismo español en el Krausismo y la Institución Libre de Enseñanza a través fundamentalmente de la Asociación para la Enseñanza de la Mujer creada en 1870 de la que Concepción Arenal fue estrecha colaboradora.
En 1898, Juana Whitney crea la Academia Maeztu (o Academia anglo-francesa) con su hija María de Maeztu, para la educación de las mujeres en Bilbao.
A principios del siglo XX se gestan en España las primeras organizaciones lideradas por mujeres que se suman a la lucha en Europa y Estados Unidos para avanzar en libertades y derechos aunque no están integradas del todo en el movimiento sufragista de Europa y Estados Unidos. Las primeras organizaciones feministas de España se crean a finales del siglo XIX, entre las primeras está la Sociedad Autónoma de Mujeres de Barcelona fundada por Ángeles López de Ayala  que en 1897 dio paso a la Sociedad Progresiva Femenina, año en el que también Belén de Sárraga creaba la Asociación General Femenina de Valencia y la Federación Malagueña de Sociedades de Resistencia. Fue Ángeles López de Ayala quien lideró el 10 de julio de 1910 en Barcelona, apoyada por el Partido Radical de Lerroux, la primera manifestación encabezada por mujeres en España reclamando por primera vez derechos políticos para las mujeres.
En 1904 se crea también el Grupo Femenino Socialista primero el de Bilbao (1904) y posteriormente el de Madrid (1906-1914) que desde 2010 se denomina Agrupación Femenina Socialista y que fueron pioneras en la acción colectiva femenina.
En 1918 nace oficialmente la Asociación Nacional de Mujeres Españolas, una agrupación que defendía, entre otras cuestiones cuestiones como las reformas del Código Civil, la promoción educativa y el derecho de las mujeres a ejercer profesiones liberales.
En los años 20 se producen las reivindicaciones planteadas en el entorno europeo y que desembocaron en el reconocimiento del derecho al voto femenino y de la posibilidad de que las mujeres fuesen elegidas en las Cortes en la Segunda República. Clara Campoamor (Partido Radical), Margarita Nelken (Partido Socialista) y Victoria Kent (Partido Republicano Radical Socialista) se convirtieron en las primeras mujeres en ocupar un escaño en el Congreso español.
En 1931 se aprueba la Constitución de la Segunda República que estableció sobre la base del principio general de igualdad ante la ley los mismos derechos electorales para mujeres y hombres y da paso el 19 de noviembre de 1933 a que en las elecciones generales por primera vez en la historia las mujeres tuvieran derecho al voto y concurrieran a las urnas en condiciones de igualdad.
En 1933 se creó a partir del Comité Mundial contra la Guerra y el Fascismo el Comité de Mujeres Contra la Guerra, la Agrupación Socialista Femenina y la Comisión Femenina del Frente Popular.
1936 - El 25 de diciembre de 1936, en Cataluña, se legaliza el aborto libre durante las 12 primeras semanas de embarazo mediante decreto firmado por Josep Tarradellas y publicado el 9 de enero de 1937 (Diario Oficial de la Generalidad de Cataluña, núm.9). En la zona leal a la República durante la Guerra Civil Española, siendo ministra de Sanidad la cenetista Federica Montseny (desde noviembre de 1936 a mediados de mayo de 1937) en el gobierno presidido por el socialista Francisco Largo Caballero se despenalizó la práctica del aborto inducido en 1937, pero su vigencia duró muy poco, pues el bando franquista la derogó.

1944 - Se aprueba la Ley de Contrato de Trabajo que deroga formalmente la Ley con el mismo nombre de 1931 que junto al Fuero de los Españoles conforma el corpus de legislación laboral franquista. La mujer no goza de autonomía ni para contratar ni para reclamar sus correctas retribuciones, cosas a cargo de maridos y padres.

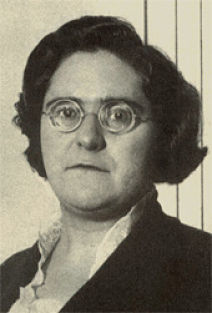
Federica Montseny fue la primera mujer al frente de un ministerio en España (1936)

Durante la dictadura del general Franco, los valores sociales y legales de España marcaban un código de moralidad que establecía estándares estrictos de conducta sexual para las mujeres (pero no para los hombres); se restringieron las oportunidades de realizar carreras profesionales para las mujeres y se potenció y honró su papel como esposas y (lo más importante) madres. También se prohibió el divorcio, la anticoncepción y el aborto, pero toleró la prostitución.

### Transición democrática
Tras la recuperación de la democracia, el cambio en el estatus de las mujeres fue especialmente significativo. Uno de los datos como referencia es la presencia de mujeres en el mercado laboral. A finales de la década de 1970 el 22 por ciento de las mujeres españolas adultas -todavía algo menos que en Italia e Irlanda- habían entrado en el mercado laboral. En 1984, esta cifra había aumentado al 33 por ciento, un nivel no muy diferente al de Italia o los Países Bajos. Sin embargo, las mujeres aún representaban menos de un tercio de la fuerza laboral total, y en algunos sectores importantes, como la banca, la cifra se aproximaba a la décima parte. Un sondeo de opinión de 1977 reveló que al preguntar si el lugar de una mujer estaba en el hogar, solo el 22 por ciento de los jóvenes en España estaba de acuerdo, en comparación con el 26 por ciento en Gran Bretaña, el 30 por ciento en Italia y el 37 por ciento en Francia . Sin embargo, la principal barrera para las mujeres para acceder a un puesto de trabajo no era la opinión pública, sino factores tales como una alta tasa de desempleo y la falta de empleos a tiempo parcial. En educación, las mujeres alcanzaron rápidamente la paridad con los hombres, al menos estadísticamente. En 1983, aproximadamente el 46 por ciento de la matrícula universitaria en España era femenina, el trigésimo primer porcentaje en el mundo, y comparable a la mayoría de los demás países europeos.
Durante el franquismo, la ley española discriminó especialmente a las mujeres casadas. Sin la aprobación de su marido, es decir, sin el permiso marital, una mujer tenía prohibido realizar casi cualquier actividad económica, incluido el tener un empleo, tener propiedades o incluso viajar fuera de país. La ley también establecía definiciones menos estrictas de delitos como el adulterio y el abandono del hogar para los hombres casados  que para las mujeres.Las reformas significativas de este sistema se iniciaron poco antes de la muerte de Franco, y continuaron durante la transición. El permiso marital fue abolido en 1975; las leyes contra el adulterio fueron canceladas en 1978 y el divorcio fue legalizado en 1981. En el mismo año, también se reformaron los apartados del código civil referidos de las finanzas familiares.

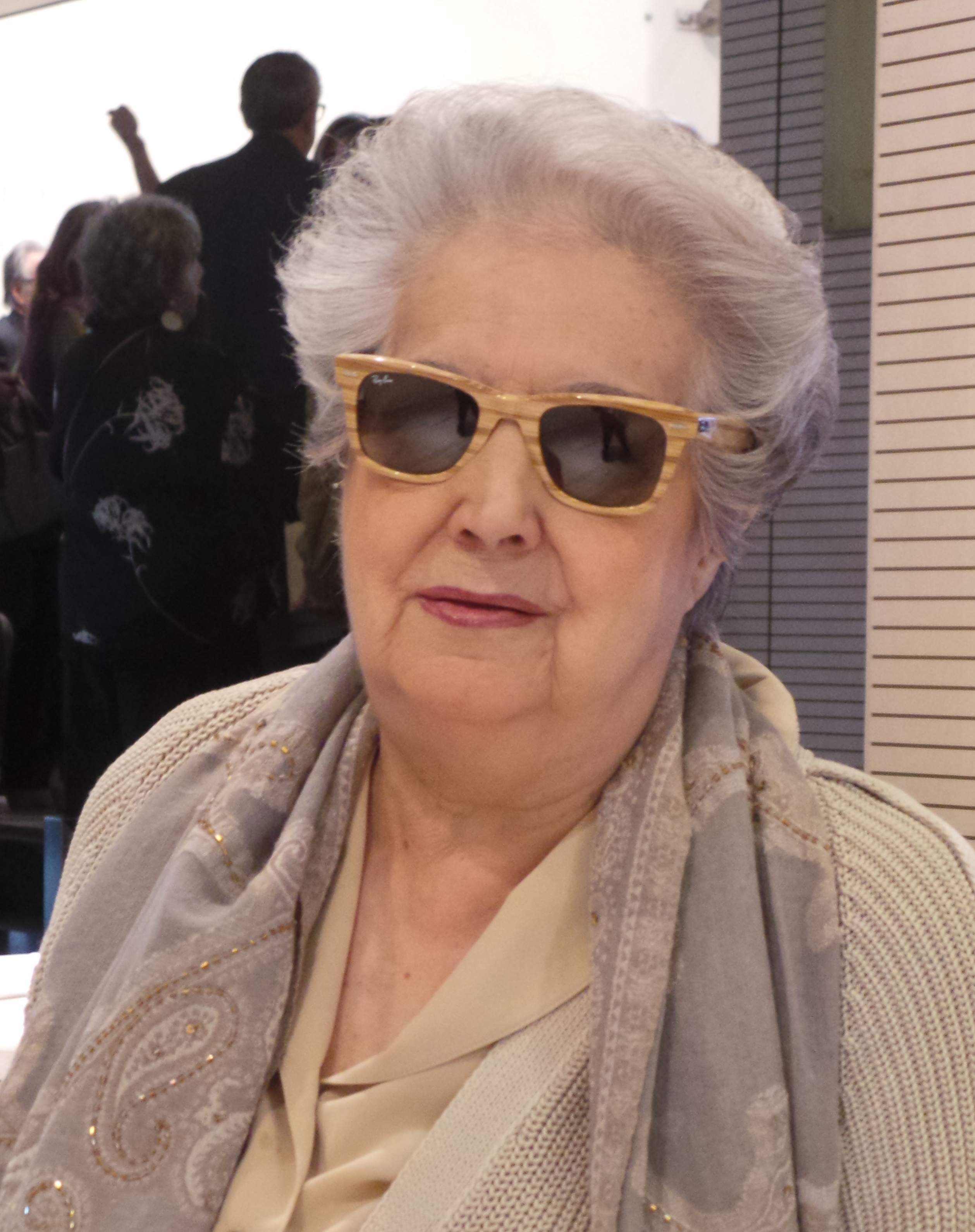
Ana María Pérez del Campo, pionera en la lucha de los derechos de las mujeres durante la dictadura franquista y la transición

Los matrimonios tenían que ser canónicos (es decir, realizados según las leyes y regulaciones católicas ) incluso si solo uno de los miembros de la pareja era católica, lo que significaba que todos los matrimonios en España debían ser sancionados por la Iglesia. Como la Iglesia prohibió el divorcio, el matrimonio solo podía disolverse mediante el arduo procedimiento de anulación, que estaba disponible solo después de una larga serie de medidas administrativas y, por lo tanto, era accesible solo para los sectores sociales de mayor poder adquisitivo. Estas restricciones probablemente fueron una de las principales razones que marcaron el resultado de una encuesta en 1975 en la que el 71 por ciento de españoles era favorable a la legalización del divorcio ; sin embargo, debido a que el gobierno permaneció en manos de los conservadores hasta 1982, el progreso hacia una ley de divorcio fue lento y lleno de conflictos. En el verano de 1981, el Congreso de los Diputados finalmente aprobó una ley de divorcio con los votos de unos treinta diputados de la Unión de Centro Democrático que desafiaron la instrucciones dadas por los conservadores del partido. Como consecuencia, España tuvo una ley de divorcio que permitía poner fin a un matrimonio en tan solo dos años después de la separación legal de la pareja. A pesar de la expectativa, sin embargo, desde la entrada en vigor de la ley a principios de septiembre de 1981 hasta finales de 1984, solo poco más de 69.000 parejas se divorciaron y el número disminuyó tanto en 1983 como en 1984.
A pesar de tales logros otros avances en materia de igualdad fueron más lentos.  No fue hasta que se resolvió un caso en 1987, por ejemplo, que el Tribunal Supremo de España sostuvo que una víctima de violación no tenía que probar que había luchado para defenderse para verificar la verdad de su denuncia . Hasta ese importante caso judicial, en general se aceptaba que una mujer víctima de violación, a diferencia de las víctimas de otros delitos, tenía que demostrar que había presentado una "resistencia heroica" para dejar claro que no había tentado al violador ni lo había alentado de otra manera para atacarla.

#### Cronología
- 1892 - Se crea la Sociedad Autónoma de Mujeres de Barcelona, considera una de las primeras organizaciones feministas de España y fundada por Teresa Claramunt, Ángeles López de Ayala y Amàlia Domingo Soler.
- 1898 - Sociedad Progresiva Femenina
- 1933 - 19 de noviembre. Las mujeres tienen derecho a votar por primera vez en España en unas elecciones generales.[8]
- 1976 - Aprobada la Ley de Reforma Laboral. mejoras para la autonomía femenina en la contratación y en los permisos relativos a la conciliación de maternidad y trabajo
- 1977 - Firma de los Pactos de la Moncloa en relación con los derechos de las mujeres los pactos establecieron la reforma del código penal en lo referente a la despenalización del adulterio y el amancebamiento, la despenalización y la regulación de la venta de anticonceptivos y la modificación de las edades de la mujer tomadas tomadas en consideración para la tipificación del rapto y del estupro.[10][11]
- 1978 se aprueba la Constitución Española que en su artículo 14 equipara la igualdad del hombre y la mujer ante la ley.[12]
- 1978 26 de mayo, despenalización del adulterio y amancebamiento[13] delito que había sido reinstaurado por la dictadura franquista el 11 de mayo de 1942, poco después de ganar la Guerra Civil y que había sido derogado por la II República.[14]

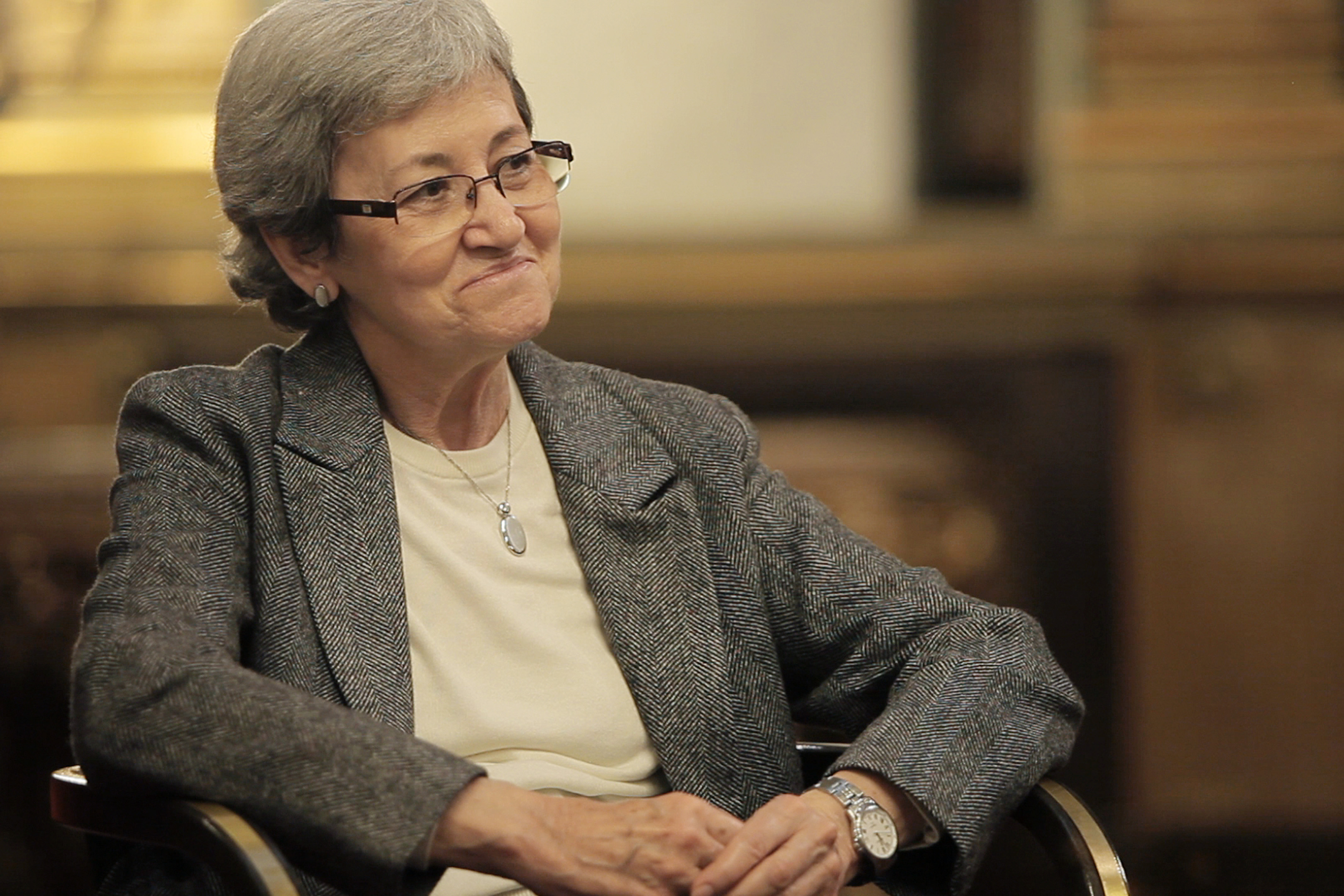
Carlota Bustelo, primera directora del Instituto de la Mujer

- Carlota Bustelo, primera directora del Instituto de la Mujer 1978 7 de octubre, legalización del uso, divulgación y venta de anticonceptivos[10]
- 1983 24 de octubre, se crea el Instituto de la mujer
- 1985 5 de julio, se aprueba la Ley Orgánica 9/1985, con la despenalización del aborto inducido en tres supuestos: riesgo grave para la salud física o psíquica de la mujer embarazada (supuesto terapéutico), violación (supuesto criminológico) y malformaciones o taras, físicas o psíquicas, en el feto (supuesto eugenésico). De acuerdo con esta ley, la gestante podía interrumpir el embarazo en centros públicos o privados en las primeras 12 semanas en el caso criminológico, en las 22 primeras semanas en el eugenésico, y en cualquier momento del embarazo en el caso terapéutico.[15]

## Derecho al voto
La primera vez que las mujeres españolas votaron y concurrieron en las mismas condiciones de igualdad ante las urnas que los hombres fue el 19 de noviembre de 1933 tras la aprobación de la Constitución de la Segunda República en 1931 que estableció sobre la base del principio general de igualdad ante la ley los mismos derechos electorales para mujeres y hombres (art. 36) posición defendida por Clara Campoamor. Previamente en las elecciones a las Cortes constituyentes las mujeres gozaron del sufragio pasivo (derecho a ser votadas y elegidas), pero no del activo (derecho a votar).
Durante la Dictadura de Primo de Rivera (1923-1930) hubo un primer intento de reconocer el derecho de sufragio a las mujeres, pero solo se llegó a aprobar para las elecciones municipales (que nunca se celebraron) y solamente para las mujeres cabezas de familia que eran electoras y elegibles (se trataba del Estatuto Municipal, del 8 de marzo de 1924, que apareció en el Decreto-Ley sobre Organización y Administración Municipal, Arts. 51.º y 84.º, Gaceta de Madrid, 8 de marzo de 1924).

## Discriminación en la sucesión de la corona
Las leyes en España han eliminado por lo general todo tipo de discriminación, sin embargo se mantiene la discriminación entre hombres y mujeres en la  sucesión de la corona en el artículo 57.1, Título II de la Constitución Española de 1978.

## Brecha salarial de género
La brecha salarial entre hombres y mujeres en España es del 13% en el sector público y un 19% en el sector privado. Cabe destacar, que estas medidas se toman haciendo la media de los ingresos de los todos hombres y de todas las mujeres.

## Estereotipos de género
En los medios de comunicación persisten los estereotipos de género en la representación entre hombres y mujeres.

## Violencia contra las mujeres

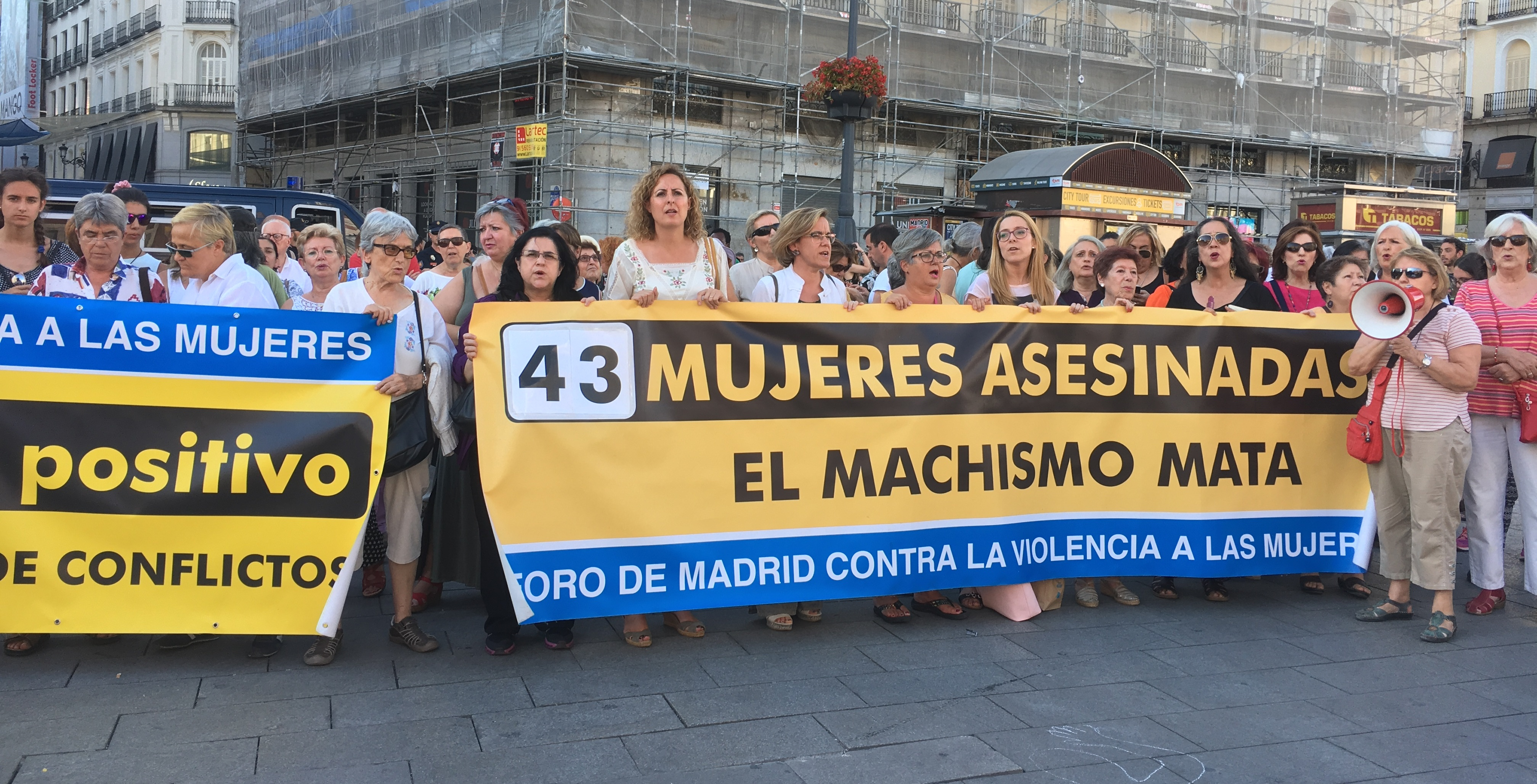
Concentración en la Puerta del Sol del Foro de Madrid contra la violencia de género

En 1992 la Corte Suprema dictaminó que el sexo dentro del matrimonio debía ser consentido confirmando la condena de un hombre que había sido declarado culpable de violar a su esposa por un tribunal de primera instancia. En 2004, la Ley Orgánica 1/2004, de 28 de diciembre, de Medidas de Protección Integral contra la Violencia de Género (Ley Orgánica 1/2004, de 28 de diciembre, de Medidas de Protección Integral contra la Violencia de Género) se promulgó.

## Anticonceptivos
La píldora anticonceptiva se empezó a comercializar en España en 1964 pero solo se suministraba con receta médica y estaba oficialmente autorizada en tratamientos ginecológicos para regular el ciclo menstrual. En 1975 se calcula que medio millón de españolas tomaban la píldora. En 1977 se vendieron en España según datos de la industria farmacéutica 8 millones de píldoras.
La legalización de los anticonceptivos fue uno de los puntos sociales incluidos en los Pactos de la Moncloa firmados en 1977. Finalmente el 7 de octubre de 1978 las Cortes Constituyentes despenalizaron la venta, divulgación y uso de los anticonceptivos.

## Aborto en España

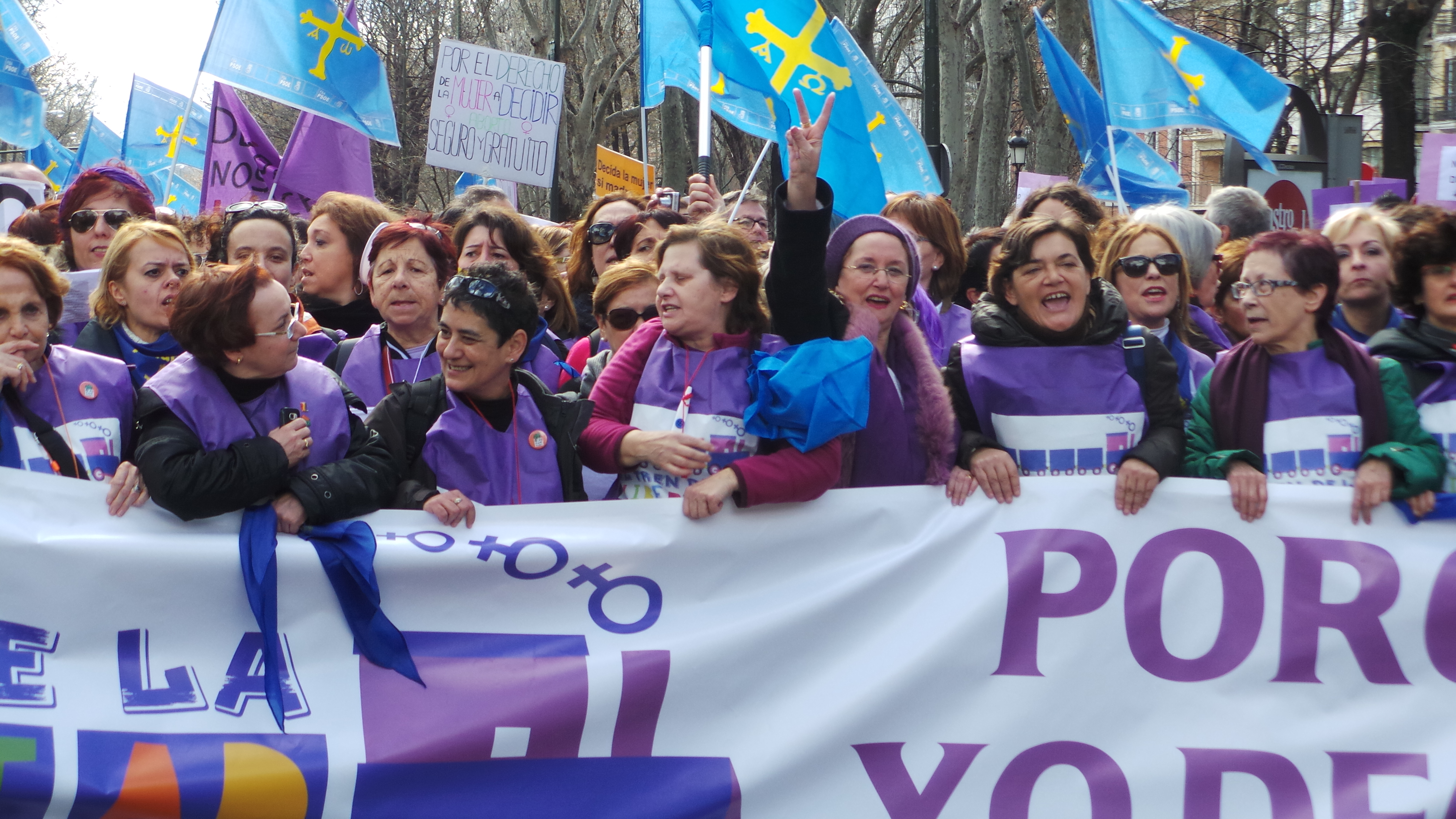
Manifestación de El tren de la libertad (2014)

La primera vez que se despenalizó la interrupción voluntaria del embarazo en España fue el 9 de enero de 1937 en Cataluña durante la II República. Hasta ese momento, solo tres países europeos habían incorporado a su legislación el derecho a la interrupción voluntaria del embarazo: Suiza en 1916, la antigua Checoslovaquia en 1925 y Rusia en 1926.
Desde 2010 la ley española despenaliza la práctica de la interrupción voluntaria del embarazo durante las primeras 14 semanas del embarazo. El 1 de febrero de 2014 miles de personas se manifestaron en Madrid convocadas por el movimiento "Tren de la Libertad" para defender la ley y protestar contra la decisión de modificar y restringir la ley por parte del Partido Popular, reclamando la dimisión del Ministro de Sanidad Alberto Ruíz Gallardón quien finalmente dimitió seis meses después.

## Mujeres en el Congreso
Tras las elecciones legislativas de abril de 2019, la XIII legislatura de España, el Congreso español es el más paritario de toda Europa con 164 diputadas -26 más que la anterior legislatura- un 46,8% de representación femenina. Hasta ese momento según Eurostat era Suecia con un 46,4 % de mujeres el país más paritario seguido de Finlandia con un 41,5 % y de Noruega con un 40,8 %.  Se trata de la mayor representación de mujeres en los últimos cuarenta años de democracia y la primera vez que la Cámara Baja cumple con la ley de Igualdad. En el Senado la representación también supera por primera vez el 40 %.
Por partidos en la legislatura que se inicia en el 2019 en el PSOE un 52 % de los escaños están ocupados por mujeres, en el PP un 51,5 %, Unidas Podemos un 47,6 %.

### Datos históricos

#### Presencia de mujeres en el Congreso

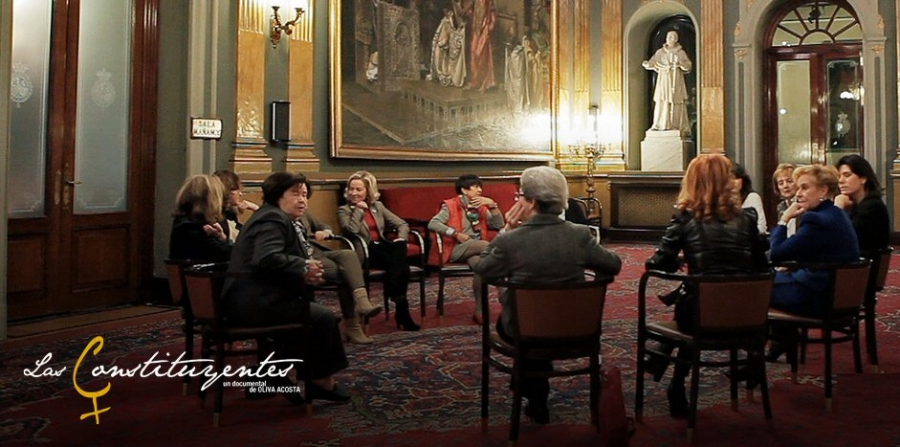
Políticas que formaron parte de la Legislatura Constituyente, protagonistas del documental "Las Constituyentes"

En la Legislatura Constituyente (1977-1979) solo hubo 21 diputadas (el 6% del total). En la I legislatura  (1979-1982)  24, en la II legislatura  (1982-1986), 23; en la III legislatura (1986-1989)  33. En la IV legislatura (1989-1993) se produjo el mayor avance con 54 mujeres, en la V legislatura 65, en la VI legislatura (1996-2000) 98, la VII legislatura (2000-2004) 132 diputadas y la primera mujer presidenta del Congreso, Luisa Fernanda Rudi. En la VIII legislatura (2004-2008) las mujeres obtuvieron 146 escaños, en la IX legislatura (2008-2011) 158, en la X legislatura (2011-2015) 175 mujeres. En la XI legislatura (2016)  se bajó a 139 mujeres y en la XII legislatura hubo 141 mujeres.  En la XIII legislatura que se inicia en 2019 el número de diputadas es de 164. 
En la XIV legislatura iniciada en diciembre de 2019 se mantiene la paridad pero hay 14 mujeres menos que en la anterior legislatura: 152 diputadas con escaño representan el 43,4% de los 350 escaños totales. La formación con mayor representación femenina es el PSOE, con 60, un 50% de los 120 escaños. Le sigue el PP que tiene 38 diputadas entre sus 88 representantes (más de un 43,1%), aunque Unidas Podemos le supera en porcentaje: el 48,5% de sus 35 escaños los ocupan mujeres.

#### Cuotas y paridad en la política
En enero de 1988, en el 31 Congreso Federal del Partido Socialista Obrero Español se aprobó un sistema de cuotas de representación de no menos del 25 % de mujeres para todos los órganos de dirección del partido en todos sus niveles plasmándose así en los estatutos del partido. Matilde Fernández estaba al frente de la Secretaría de la Mujer del PSOE. La decisión se tomó tras un prologando debate que duró hasta la madrugada. Felipe González apoyó la decisión, Alfonso Guerra señaló que esta cuota "no son celdas o acciones que se han comprado, sino que las mujeres ahora tienen que militar y trabajar". La decisión fue aprobada en la comisión de El papel del partido. Partido y sociedad, con 12 votos en contra, una abstención y más de un centenar de votos a favor. Guerra reconoció el trabajo especialmente de Matilde Fernández. Carmen Romero rebatió los argumentos de los hombres del partido reticentes "Que no hay mujeres capaces era un argumento utilizado por UCD para con los socialistas, y parece que estaban equivocados; es un problema, de experiencia, que den oportunidad a las mujeres" 

## Mujeres en puestos de dirección _--
Según un informe dado a conocer en abril de 2019 las mujeres ocupan un 16% de los puestos directivos en España. Son cuatro puntos más que en 2016 pero el porcentaje al inicio de la crisis era del 20 %. La retribución media de un directivo es de 82.763 euros brutos anuales y el de las directivas al mismo nivel de  71.271 euros.
Por tipos de cargos directivos, las mujeres representan solamente un 8,6 % de las direcciones generales y un 7,7 % de las direcciones comerciales, en la dirección de Recursos Humanos, las mujeres representan un 32 %, seguida de la dirección financiera, con un 20 %.

## Mujeres en el ejército
Las mujeres pueden incorporarse a las Fuerzas Armadas de España desde 1988 y desde 1993, las mujeres participan en las misiones internacionales.
La primera mujer que accedió a la Academia General Militar de Zaragoza fue Patricia Ortega. Fue la única mujer de su promoción. En 2009 fue ascendida a teniente coronel, en 2016 a coronel y en 2019 fue la primera mujer en acceder a la formación para llegar a general.
En 2005 se creó el Observatorio de la Mujer en las Fuerzas Armadas que en 2011 pasó a denominarse Observatorio Militar para la Igualdad, un organismo que desde noviembre de 2018 depende directamente a la Subsecretaría de Defensa.
En 2017 la precariedad laboral de las mujeres en el ejército era más alta que la de los hombres. Solo 1 de cada 4 mujeres tiene contrato indefinido mientras casi la mitad de los varones, es decir, 2 de cada 4 lo tienen.
En septiembre de 2018 todos los generales en activo en las Ejército español, 221, son hombres; hay 1.040 hombres y 3 mujeres que ostenten el grado de coronel y 3.080 hombres y 160 mujeres con el grado de teniente coronel. Las mujeres en las Fuerzas Armadas españolas son el 12,7 %, superando la media de los países de la OTAN, que es del 10,9 %. La cifra se encuentra por debajo de la de las naciones con mayor experiencia en este ámbito como EE. UU. y Francia, pero por encima de Alemania, Italia, Países Bajos o Reino Unido. De las 15.286 militares españolas, 8.926 forman parte del Ejército de Tierra (58,4 por 100), 2.674 de la Armada (17,5 por 100), 2.881 del Ejército del Aire (18,8 por 100) y 805 (5,3 por 100) de los Cuerpos Comunes.

## Día Internacional de la Mujer
El Día Internacional de la Mujer en 2018, hubo más de 250 manifestaciones en toda España.